# 橋本宗利
橋本 宗利（はしもと むねとし、1936年12月9日 - ）は、日本の経営者。広島ホームテレビ社長、会長を務めた。

## 経歴
広島県出身。1959年に一橋大学経済学部を卒業し、日本興業銀行に入行し、本店営業部で勤務していた。1965年5月に広島銀行監査役に就任し、取締役、常務、総務部長、専務、副頭取を歴任した。1989年6月から2008年6月までに広島ホームテレビの社長を務め、2008年6月から会長に就任した。。日本青年会議所副頭取、広島県選挙管理委員会委員長、朝日放送監査役も務めた。
1998年から2000年までに日本民間放送連盟副会長を務めた。